# 霍氏钩嘴鹛
霍氏钩嘴鹛（学名：Pomatorhinus horsfieldii），是画眉科钩嘴鹛属的一种，为印度的特有种。该物种的保护状况被评为无危。
霍氏钩嘴鹛的栖息地包括亚热带或热带的湿润低地林、亚热带或热带的（低地）湿润疏灌丛和亚热带或热带的湿润山地林。